# Vægtløftning under sommer-OL 2020 - 55 kg (damer)
Kvinders 55 kg vægtklasse i vægtløftning ved de Sommer-OL 2020 i Tokyo fandt sted den 26. juli på Tokyo International Forum.

## Resultater
| Placering | Atlet                  | Land            | Gruppe | Krops vægt | Snatch (kg) | Snatch (kg) | Snatch (kg) | Snatch (kg) | Clean & Jerk (kg) | Clean & Jerk (kg) | Clean & Jerk (kg) | Clean & Jerk (kg) | Total  |
| Placering | Atlet                  | Land            | Gruppe | Krops vægt | 1           | 2           | 3           | Resultat    | 1                 | 2                 | 3                 | Resultat          | Total  |
| --------- | ---------------------- | --------------- | ------ | ---------- | ----------- | ----------- | ----------- | ----------- | ----------------- | ----------------- | ----------------- | ----------------- | ------ |
| 1         | Hidilyn Diaz           | Filippinerne    | A      | 54.80      | 94          | 97          | 99          | 97          | 119               | 124               | 127               | 127 OR            | 224 OR |
| 2         | Liao Qiuyun            | Kina            | A      | 54.65      | 92          | 95          | 97          | 97          | 118               | 123               | 126               | 126               | 223    |
| 3         | Zulfiya Chinshanlo     | Kasakhstan      | A      | 54.95      | 90          | 93          | 93          | 90          | 123               | 123               | 125               | 123               | 213    |
| 4         | Muattar Nabieva        | Usbekistan      | A      | 54.95      | 95          | 98          | 98          | 98 OR       | 114               | 114               | 117               | 114               | 212    |
| 5         | Kamila Konotop         | Ukraine         | A      | 54.95      | 91          | 94          | 96          | 94          | 106               | 110               | 112               | 112               | 206    |
| 6         | Kristina Şermetowa     | Turkmenistan    | A      | 54.85      | 90          | 93          | 93          | 90          | 111               | 115               | 117               | 115               | 205    |
| 7         | Ham Eun-ji             | Sydkorea        | A      | 54.90      | 85          | 85          | 90          | 85          | 115               | 115               | 116               | 116               | 201    |
| 8         | Nouha Landoulsi        | Tunesien        | A      | 54.85      | 88          | 92          | 92          | 88          | 108               | 113               | 113               | 108               | 196    |
| 9         | Ana Gabriela López     | Mexico          | A      | 54.80      | 90          | 94          | 95          | 90          | 105               | 110               | 110               | 105               | 195    |
| 10        | Joanna Łochowska       | Polen           | B      | 54.70      | 81          | 84          | 86          | 84          | 102               | 102               | 106               | 102               | 186    |
| 11        | Kanae Yagi             | Japan           | B      | 54.75      | 78          | 78          | 81          | 81          | 99                | 102               | 106               | 102               | 183    |
| 12        | Rachel Leblanc-Bazinet | Canada          | B      | 54.90      | 79          | 82          | 85          | 82          | 99                | 102               | 102               | 99                | 181    |
| 13        | Chiang Nien-hsin       | Kinesisk Taipei | B      | 54.80      | 75          | 78          | 81          | 81          | 95                | 100               | 101               | 95                | 176    |
| 14        | Mary Kini Lifu         | Salomonøerne    | B      | 54.50      | 64          | 67          | 67          | 67          | 84                | 87                | 90                | 87                | 154    |